# Real Colegio de Doncellas Nobles

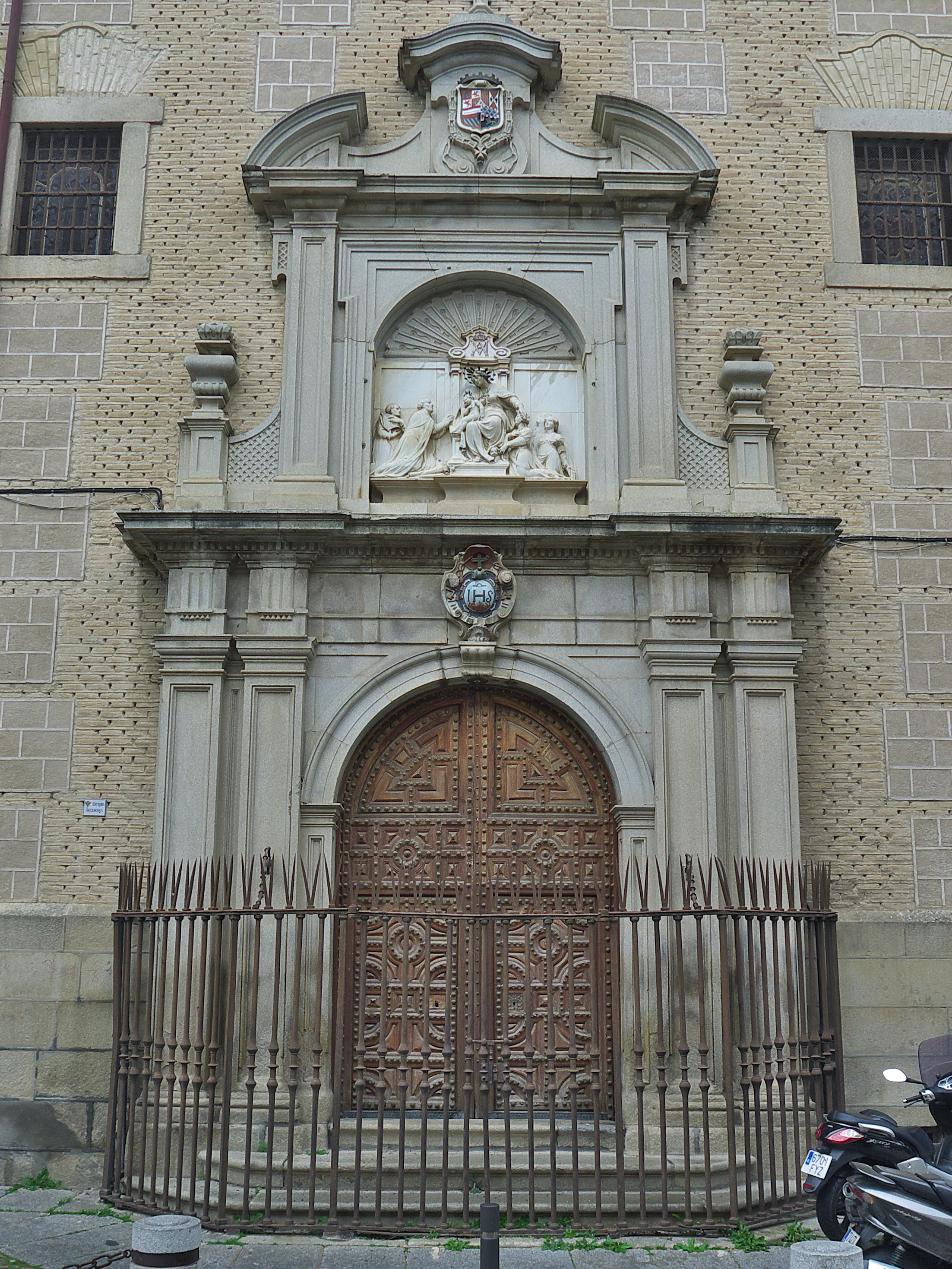
Real Colegio de Doncellas Nobles

Real Colegio de Doncellas Nobles var en skola för flickor i Toledo i Spanien, grundad 1551. Det spelade en pionjärroll som en av de första sekulära skolorna för flickor i Spanien, där flickor annars endast utbildades i klosterskolor. 
Skolan grundades av kardinal och ärkebiskopen av Toledo, Juan Martínez Silíceo, med kung Filip II som beskyddare. Den var en innovation i ett land där flickor annars bara utbildades i kloster. Skolan tog emot fattiga elever som rekommenderats av ärkebiskopen av Toledo, och adliga flickor som rekommenderats av monarken. Endast elever av "rent blod" (Limpieza de sangre) accepterades. Skolans syfte var att utbilda flickor till blivande hustrur och mödrar, och försåg före detta elever med hemgift. 
Skolan upphörde 1990 och omvandlades till universitetsresidens. 